# Mouche du chou
Delia radicum
Espèce
La mouche du chou (Delia radicum) ou mouche de la racine du chou, est une espèce d'insectes diptères brachycères, holométabole et polyvoltine mesurant 6 à 8 mm de long.
Elle se nourrit des brassicacées (ou crucifères) sauvages, mais aussi cultivées comme le chou, le radis, le navet, le colza pour lesquels il est considéré comme un ravageur parfois problématique (Certaines lignées, dès les années 1970 se sont adaptées aux insecticides,,, dont à la dieldrine).

## Aire de répartition
Cette mouche vit dans les habitats ouverts et riches en crucifères de la zone tempérée de la région holarctique (35-60°N) (Finch et al. 1986)

## Description

### Adulte
Mouche grise de 6 à 8 mm marquée de taches noires. Les femelles ont une durée de vie assez courte (10 à 15 jours) et peuvent pondre environ 150 œufs.

### Larve
Asticot dont l'extrémité postérieure est ornée d'une couronne de 10 petites pointes noires membraneuses dont 2 sont fendues (dites bifides), elles formeront les stigmates de la pupe. Après éclosion, la larve s'enfonce dans le sol et dans les racines dont elle se nourrit.

### Pupe
Petit tonnelet brunâtre de 7 à 8 mm de long. Le stade pupe dure environ 20 jours.

## Cycle de vie
- 3 à 4 générations par an d'avril à octobre. Les œufs éclosent 3 à 7 jours après avoir été pondus (près de la tige ou sur des feuilles), les larves s'enfoncent alors dans le sol pour gagner les racines dont elles vont se nourrir durant 3 à 4 semaines.
- Deux arrêts de développement dans l'année :
  - En été, les nymphes entrent en quiescence dès que la température du sol où elles se trouvent passe au-dessus de 22 °C, elles en sortent quand la température passe sous les 20 °C.
  - En hiver, les nymphes entrent en diapause vers septembre-octobre avant de reprendre leur développement au printemps suivant.

## Dégâts
Ils sont provoqués par les larves sur les racines. Il y a donc des pertes de rendement lors des récoltes de graines ou feuilles (colza, choux) ou lors des récoltes des légumes racines (radis...). Les dégâts sur les graines ou feuilles sont dus à une mauvaise absorption des nutriments ; quant aux dégâts sur les légumes racines, ce sont les pourritures qui rendent les récoltes impropres à la consommation. De plus, les pourritures attirent d'autres diptères saprophages.

## Moyens de lutte
- Qualité d'implantation, semis plus tardif.
- Lutte intégrée, en utilisant des coléoptères comme Aleochara bilineata qui pondent leurs œufs dans les larves de la mouche du chou entre autres.

## Source
- Encyclopédie en protection des plantes INRAE